# لیاسکووو (استان دوبریچ)
لیاسکووو (به بلغاری: Lyaskovo) یک منطقهٔ مسکونی در بلغارستان است که در شهرستان دوبریچکا واقع شده‌است.